# Aladia Centenaro
Aladia Centenaro (Birigui, 1 de maio de 1934 - São Paulo, 1 de novembro de 2008) foi uma bailarina e coreógrafa brasileira.

## Biografia
Filha de Modesto Centenaro (filho dos italianos Vittorio Arturi Centenaro e Regina Centenaro) e de Fraulina Federico (italiana). Aladia "pulou a cerca", no sentido literal, para realizar seu grande sonho: Tornar-se bailarina. Isso tudo por causa de seu pai, que por ignorância, achava que toda bailarina não se casava. Mas tornou-se uma das maiores coreógrafas do Brasil, e casou-se antes mesmo de seu grande sucesso com o alemão Arnold Meschmark, ou no Brasil, Arnaldo Meschmark.
Aladia participou do Ballet IV Centenário, no Parque do Ibirapuera, em homenagem aos 400 anos da cidade de São Paulo. E foi lá que ela veio a conhecer o coreógrafo e bailarino Luciano Luciani. ele havia chegado da Itália não fazia muito tempo, e sua "partner" teve de voltar para a Itália, e Luciano foi até o Teatro Municipal, onde escolheu uma das bailarinas que haviam participado do evento no Ibirapuera.
Aladia tinha quatro grandes amigos: Lourdes Rosa, Roberto de Azevedo, Nino Giovanetti e o italiano Luciano Luciani.
Luciano abrira uma academia na Galeria Califórnia, no centro de São Paulo, a Academia de Ballet Moderno Luciano Luciani. Lá eles dançavam brilhante e atordoadamente, e, foi lá que ela e Luciano vieram a conhecer Nino e Roberto, grandes amigos de infância. E foi quando a jovem bailarina Lourdes Rosa, quis fazer ballet jazz, e acabou entrando na Academia onde Roberto foi seu tutor para viagens. Eles em 1957, foram para Recife, estrelar no Festival da Mocidade. Fizeram diversos espetáculos que conquistaram o Brasil a fora. Em 1960, foram fazer uma turnê na Europa, onde passariam por Portugal, Espanha, França, Itália, Áustria e Alemanha. Aladia e Luciano fizeram um espetáculo chamado Centominuti di Leone Mancini.
Voltaram em 1963. Anos depois, juntaram-se novamente para fazer uma outra turnê, turnê que abrangeria o famoso Caribe, Porto Rico, Peru, Venezuela e Colômbia.
Nino depois da turnê pela América Latina, mudou-se para o Rio, onde criou a Academia Ballet Jazz Nino Giovanetti. Luciano foi dar aulas na Itália, e Lourdes, Roberto e Aladia entraram na Rede Record de Televisão. Embora tenham feito muitos outros trabalhos na antiga TV Excelsior, na antiga TV Tupi, e na antiga TV Paulista.
Em 1970, na Rede Record, no programa de Hebe Camargo, Aladia Centenaro apresenta-se novamente com o grupo de ballet da Record, com o Ballet Construção, com a música Construção de Chico Buarque, onde ganharam o Troféu Roquete Pinto, e onde Aladia foi premiada novamente pelo Troféu Helena Silveira.
A Rede Record em 1974, cortou seu grupo de bailarinas, e assim, Aladia, Lourdes e Roberto, não pertenciam mais à Rede Record de Televisão.
Aladia fez desfiles no saudoso Mappin, a idealizadora principal, responsável por toda aquela encenação artística publicitária com excepcional coordenação de todos os movimentos, que por três anos consecutivos ganhou o Troféu Destaque por sua carreira profissional. Desfiles de moda musicados, onde também nos anos 1980 criou para as antigas industrias têxteis FENIT e UD, juntamente com seu marido Arnaldo, os quais utilizavam recursos audiovisuais e de iluminação bastante avançados para a época.
Aladia Centenaro faleceu aos 74 anos, às 4:45h da manhã, em São Paulo, São Paulo, Brasil, de Esclerose múltipla e câncer. Foi sepultada no Cemitério da Paz, no bairro do Morumbi.